# پائولین ماریا فایفر
پائولین ماریا فایفر (انگلیسی: Pauline Marie Pfeiffer; ۲۲ ژوئیهٔ ۱۸۹۵ – ۱ اکتبر ۱۹۵۱) یک روزنامه‌نگار، اهل ایالات متحده آمریکا و دومین همسر ارنست همینگوی، نویسنده نامدار آمریکایی بود.

## زندگی
پائولین دختری ثروتمند بود و ارتباطش با ارنست همینگوی، در سال ۱۹۲۶ به جدائی همینگوی از همسر اولش، هدلی ریچاردسون گردید.
ارنست و پائولین در سال ۱۹۲۷، رسماً با یکدیگر ازدواج کردند و صاحب دو پسر شدند.
پاتریک در سال ۱۹۲۸ و گرگوری در سال ۱۹۳۱ به دنیا آمد. او در همان دوران زندگی‌اش با پائولین خانه‌ای در شهر کی وست فلوریدا خرید.
فایفر در سال ۱۹۰۱ به سنت لوئیس رفت و در همان‌جا ب مدرسه رفت.
سپس با خانواده به آرکانزاس، و متعاقباً برای تحصیل در دانشکده روزنامه‌نگاری به دانشگاه میسوری رفت و از همان‌جا فارغ‌التحصیل گردید.

## ازدواج با همینگوی
در بهار ۱۹۲۶، هدلی ریچاردسون، اولین همسر ارنست همینگوی، از روابط پنهانی همینگوی با پائولین مطلع شد، و در ماه ژوئیه، پائولین برای سفر سالانه خود به پامپلونا، به و ارنست پیوست.
هادلی و همینگویی در بازگشت به پاریس تصمیم گرفتند جداگانه تصمیم بگیرند و در ماه نوامبر هادلی رسماً درخواست طلاق نمود.
حکم طلاق آنها در ژانویه ۱۹۲۷ صادر شد.
ازدواج ارنست و پائولین در ماه مه ۱۹۲۷ رسمی شد؛ و آنها سواحل فرانسه را برای ماه عسل برگزیدند.
خانواده پائولین، خانواده ای ثروتمند و کاتولیک بودند؛ آنها قبل از ازدواج همینگوی به کاتولیک گرویده بودند
در پایان همان سال، پائولین، که باردار شده بود، می‌خواست به آمریکا بازگردد.
در سال ۱۹۳۷، در سفر به اسپانیا، همینگویی با مارتا گلهورن ارتباط برقرار کرد و همین موضوع باعث گردید که فایفر در ۴ نوامبر ۱۹۴۰ طلاق خود را از همینگوی بگیرد.
سه هفته بعد، همینگوی با مارتا گلهورن ازدواج کرد.

## مرگ
پائولین ماریا فایفر مابقی عمر خود را در انزوا، در کی وست گذراند.
فشار عصبی و شوک وارده به فایفر شدید بود، و نهایتاً در اکتبر ۱۹۵۱ منجر به مرگش شد.